# Enemy Territory: Quake Wars
Enemy Territory: Quake Wars (o también abreviado ETQW), es un videojuego de disparos en primera persona
y multijugador, que fue desarrollado por Splash Damage e  id Software y fue lanzado para la zona Europea y Australiana el 28 de septiembre de 2007 y el 2 de octubre del mismo año en Norteamérica. El juego tiene lugar en el mismo universo de ciencia ficción que los videojuegos Quake II y Quake IV, contando una historia sobre los eventos anteriores al conflicto descrito en Quake II.
Enemy Territory utiliza una versión muy modificada del motor gráfico id Tech 4, utilizando la tecnología de la MegaTextura, desarrollada por John Carmack. El estilo de juego es similar al de Wolfenstein: Enemy Territory, pero colocado en la Serie de Quake, además de que este salió al mercado a la venta, a diferencia de Wolfenstein: Enemy Territory, que era un software gratuito.
Enemy Territory: Quake Wars también es distribuido para las consolas Xbox 360 y el PlayStation 3, cuyo lanzamiento para ambas consolas se realizó el 27 de mayo de 2008 en Estados Unidos. Además id Software desarrolló una versión para GNU/Linux como lo hace con muchos de sus productos.

## Modo de juego
El juego es del tipo basado en clases, en las que se enfrentan dos bandos: la GDF (Global Defense Force, en inglés, o Fuerza de Defensa Global), compuesta por ejércitos humanos; y los Strogg, una raza alienígena que invade a la Tierra. Por cada bando existen cinco clases diferentes, cuyas funciones son equivalentes entre ambos bandos. Algunas de las funciones de estas clases van desde asaltos directos, médicos para curaciones, o ingenieros para dar soporte. Las clases de la GDF son: Soldado, Médico, Ingeniero, Operadores de Campo, y Operadores de Cubierta. Las clases respectivas de los Strogg son: Agresor, Técnico, Constructor, Opresor e Infiltrador.
Dependiendo de los mapas que se jueguen, un bando (ya sea GDF o Strogg) debe conquistar el territorio del bando contrario, cumpliendo una serie de objetivos en un límite de tiempo, si este tiempo se agota, el equipo que está a la defensiva, gana la partida. También existen sub-misiones, como destruir obstáculos o reparar estructuras, que pueden facilitar el progreso de cada partida.

### Clases de la GDF
- Soldado: es el que más armas tiene a su disposición para elegir y mayor vida. Su principal función es destruir el objetivo con sus cargas explosivas.

- Médico: es el que reanima a los compañeros caídos con sus desfibriladores, les proporciona vida con sus botiquines y destruye los huéspedes Strogg para evitar su reaparición.

- Ingeniero: es el encargado de desplegar torretas, poner minas, reparar vehículos y módulos y desactivar las cargas explosivas enemigas.

- Operador de Campo (Field Ops): es el encargado de abastecer de munición, desplegar fuego de apoyo y solicitar bombardeos aéreos.

- Operador Encubierto (Covert Ops):  es el encargado de desplegar el radar, piratear objetivos, inutilizar vehículos, camuflarse con los uniformes enemigos y apuñalarlos por la espalda, cubrir a sus compañeros con granadas de humo y colocar una cámara espía con radar propio y con capacidad de autodestrucción.

### Clases Strogg
- Agresor: es el que más armas tiene a su disposición para elegir y mayor vida. Su principal función es destruir el objetivo con sus cargas de plasma.

- Técnico: es el encargado de abastecer de munición y salud a sus compañeros con sus células stroyent. Usa sus herramientas para revivir a sus compañeros caídos y crear huéspedes con los cadáveres de sus enemigos.

- Constructor: es el encargado de desplegar torretas defensivas, poner graviminas, reparar vehículos y módulos y desactivar las cargas explosivas enemigas.

- Opresor: es el que desplega fuego de apoyo y solicita bombardeos orbital con su baliza Violator. También puede desplegar un escudo táctico para proteger a sus compañeros, vehículos o torretas.

- Infiltrado: puede desplegar el psi-radar, piratear objetivos, teletransportarse, espiar con su dron volador y detonarlo, utilizar los uniformes enemigos y apuñalarlos por la espalda e inutilizar vehículos y módulos con su granada.

## Versiones Beta
A mediados del mes de junio de 2007 se realizó la distribución de claves para poder jugar la versión beta de este juego. Se distribuyeron 60,000 claves a usuarios con suscripciones a FilePlanet. A inicios de agosto se empezó nuevamente a distribuir 25,000 nuevas claves, que junto con las ya existentes, se podrán unir a la segunda beta que se inició el 4 de agosto. Durante el tiempo de la segunda beta, también se organizó un torneo del juego que sucedió en la convención QuakeCon.
Actualmente se ha lanzado el demo final de Quake Wars que está disponible desde el 10 de septiembre de 2007. También, con la salida del parche 1.4, se lanzó una nueva versión del demo, la v2.0, la cual incluye todas las nuevas características incluidas en la versión final de la misma versión.

## Quake Wars SDK
Actualmente la Herramienta de Desarrollo de Software (Software Development Kit o SDK), está actualmente en su primera versión estable, abierta al público, que ofrece crear modificaciones propias o Mods para el juego. El lanzamiento de esta fue un par de días después del lanzamiento del parche 1.4, siendo actualmente la última versión estable del juego la 1.5.

## Nominaciones y premios
Fue nominado dos veces por Game Critics Award por las categorías de "Mejor juego de PC", y "Mejor juego multijugador en línea", aunque desafortunadamente para los fanáticos del juego no pasó más allá de las nominaciones.
También fue nominado en las mismas categorías en la Games Convention, tampoco siendo ganador de premios por esta convención
Desde la liberación del juego el 28 de septiembre en la zona europea y en Australia, varias organizaciones realizaron revisiones de la versión comercial de éste, y dando sus veredictos
- PCGZine US – 92% y su premio "Gold" (Oro)
- Meristation.com – 90%
- Games Radar US – 90%
- GameZone US - 90% y su premio Editor's Choice
- PC Action Magazine Germany – 90%
- The Games Machine Magazine Italy – 93% y su premio "Gold"
- AusGamers.com Australia – 90%
- GameStar Magazine Italy – 92%
- PC Powerplay Magazine Germany - 90%
- PC Gamer Magazine UK – 88%
- Game Reactor Norway – 90%

ETQW también ha recibido el premio "Recommended" de PC Zone.